# Топино
Топино (итал. Topino) — река в области Умбрия Итальянской Республики. Длина реки — 77 км.
Начинается на горе Пеннино и после впадения в неё нескольких притоков (в том числе Менотра и Клитунно) впадает в реку Кьяшо, в 6 км выше её слияния с Тибром.